# 1726 год в науке
В 1726 году произошли различные научные и технологические события, некоторые из которых представлены ниже.

## События
- 7 января — открыта Петербургская академия наук[1].
- Иоганн Якоб Шейхцер опубликовал трактат Homo diluvii testis et Θεοσκοπος (Человек — свидетель потопа)[2], где описал свою находку, которую считал костями человека, погибшего во время всемирного потопа. Как оказалось впоследствии, это был скелет вымершего вида гигантской саламандры.

## Родились
- 7 апреля — Мишель Адансон — французский естествоиспытатель и путешественник.
- 7 апреля — Чарльз Берни, английский историк музыки и композитор.